# Antonie Kamerling
Anthonie Willem Constantijn Gneomar Kamerling (Arnhem, 25 augustus 1966 – Zevenhoven, 6 oktober 2010) was een Nederlands acteur en zanger.

## Jeugd
Kamerling werd geboren als telg van de Nederland's Patriciaatsfamilie Kamerling, als zoon van Anton Frederik August (Freek) Kamerling (1940–2019), oprichter van de winkelketen Dille & Kamille, en jonkvrouwe Wilhelmina Anne Marie (Ammie) van Nispen, afkomstig uit het Nederlandse bestuurders- en adellijke geslacht Van Nispen. Kamerling bezocht van 1978-1984 het Coornhert Gymnasium in Gouda.

## Loopbaan
In 1990 werd Kamerling uitgekozen om de rol van Peter Kelder te gaan spelen in de soapserie Goede tijden, slechte tijden. Op dat moment studeerde hij rechten aan de Universiteit van Amsterdam. Hij speelde in de soap vanaf 1 oktober 1990 tot 1993 en maakte in 1995 nog kort zijn rentree. Kamerling was lid van het dispuut A.E.G.I.S., onderdeel van het ASC/AVSV.
In 1993 speelde hij zijn eerste filmrol in de De kleine blonde dood van regisseur Jean van de Velde. Voor de rol van Valentijn Boecke werd hij genomineerd voor een Gouden Kalf als beste acteur. Inmiddels had hij ook op het grote toneel zijn debuutweek gemaakt; in september 1993 ging in Eindhoven de voorstelling Hamlet bij het Zuidelijk Toneel in première (in de regie van Ivo van Hove) waarin Kamerling te zien was als Fortinbras.
Hoewel hij daarna in het theater te zien bleef, bleef hij toch vooral filmacteur. In 1994 was hij te zien in de Europese productie Suite 16 naast Pete Postlethwaite en in 1997 speelde hij Hero in All Stars, opnieuw onder de regie van Jean van de Velde. In de serie All Stars (1999-2001) die daarop volgde was hij in 13 afleveringen te zien als Hero. Onder die artiestennaam scoorde hij in 1997 een nummer één-hit met het nummer Toen ik je zag, geschreven door Guus Meeuwis. Er waren vergevorderde plannen om de rol terug te laten keren voor de in 2011 verschenen film All Stars 2: Old Stars. In de film zit een eerbetoon aan zijn personage.
In 1996 ging het toneelstuk Torch Song Trilogy in première waarin Antonie Kamerling de rol van Alan speelde, naast Paul de Leeuw en Gerrie van der Klei. In 2001 en 2004 speelde hij tweemaal onder regie van Ruud van Hemert in grote bioscoopfilms, te weten Ik ook van jou naast Angela Schijf en Beau van Erven Dorens en de film Feestje!.
Kamerling besloot zich weer meer op theater te gaan toeleggen en ook zanglessen te gaan nemen. Zijn eerste musicalrol volgde in 2000 als alternate voor Luigi Lucheni in Elisabeth, in 2005 gevolgd door een alom geprezen rol in Turks Fruit (naast Jelka van Houten) en tot slot in 2008-2009 in Sunset Boulevard afwisselend met Pia Douwes en Simone Kleinsma.
Naast al zijn film- en theateractiviteiten bleef Kamerling ook te zien op televisie. Zo speelde hij een gastrol in de VPRO serie De Troubabroers, en speelde hij nog in series als Windkracht 10 (1996), ONM (Onderweg naar Morgen) (2005) en Voetbalvrouwen (2008).
Kamerling was vanaf 2007 actief als ambassadeur van de NachtvandeNacht campagne.
Van 8 tot en met 22 september 2007 toerde Kamerling met het Noord Nederlands Orkest (NNO) onder leiding van de Belgische dirigent Dirk Brossé met het cross-overprogramma Symphonic echoes of Pink Floyd, waarin de grote hits van de Engelse popformatie centraal stonden. Naast Kamerling namen Bert Heerink en Erik Mesie de zangpartijen voor hun rekening, bijgestaan door onder meer gitarist Joost Vergoossen.
In 2010 nam Kamerling deel aan het programma's De Mattheus Masterclass en BN’ers in de Zorg. Op 15 en 19 juni 2010 was hij te zien in VI Oranje als gast.

## Overlijden
De al langer aan een bipolaire stoornis lijdende Kamerling maakte op 6 oktober 2010 een einde aan zijn leven. Op donderdagavond 7 oktober 2010 werd voor het uitzenden van de aflevering van GTST op RTL 4 stilgestaan bij het overlijden van Kamerling. Kamerling werd op dinsdag 12 oktober 2010 begraven op Zorgvlied.
Vanaf oktober 2010 zou hij opnames hebben voor de film Levenslang. In 2011 zou hij spelen in de musical Herinnert u zich deze nog?! over Radio Veronica en wederom een rol hebben in de nog op te nemen film All Stars 2: Old Stars.

## Privé
Van 26 juni 1997 tot aan zijn overlijden was hij getrouwd met actrice Isa Hoes met wie hij een zoon, Merlijn, en een dochter kreeg. Eerder had hij kort een relatie met Ingeborg Wieten, die hij had ontmoet bij de soapserie GTST. Zijn zus Liesbeth Kamerling is eveneens actrice. 
In 2013 publiceerde Isa Hoes het boek Toen ik je zag: Mijn leven met Antonie. In september 2020 publiceerde zijn zoon Merlijn (1998) het boek Nu ik je zie. Op zoek naar mijn vader. Hij vertelt daarin dat hij jarenlang alles wat met zijn vader te maken had wegstopte, maar later zijn vader achteraf beter leerde kennen door zijn gesprekken met mensen die hem goed hebben gekend, en door veel beeldmateriaal terug te kijken.
Een op dit boek van Isa gebaseerde film werd in 2023 uitgebracht als Toen ik je zag.

## Filmografie

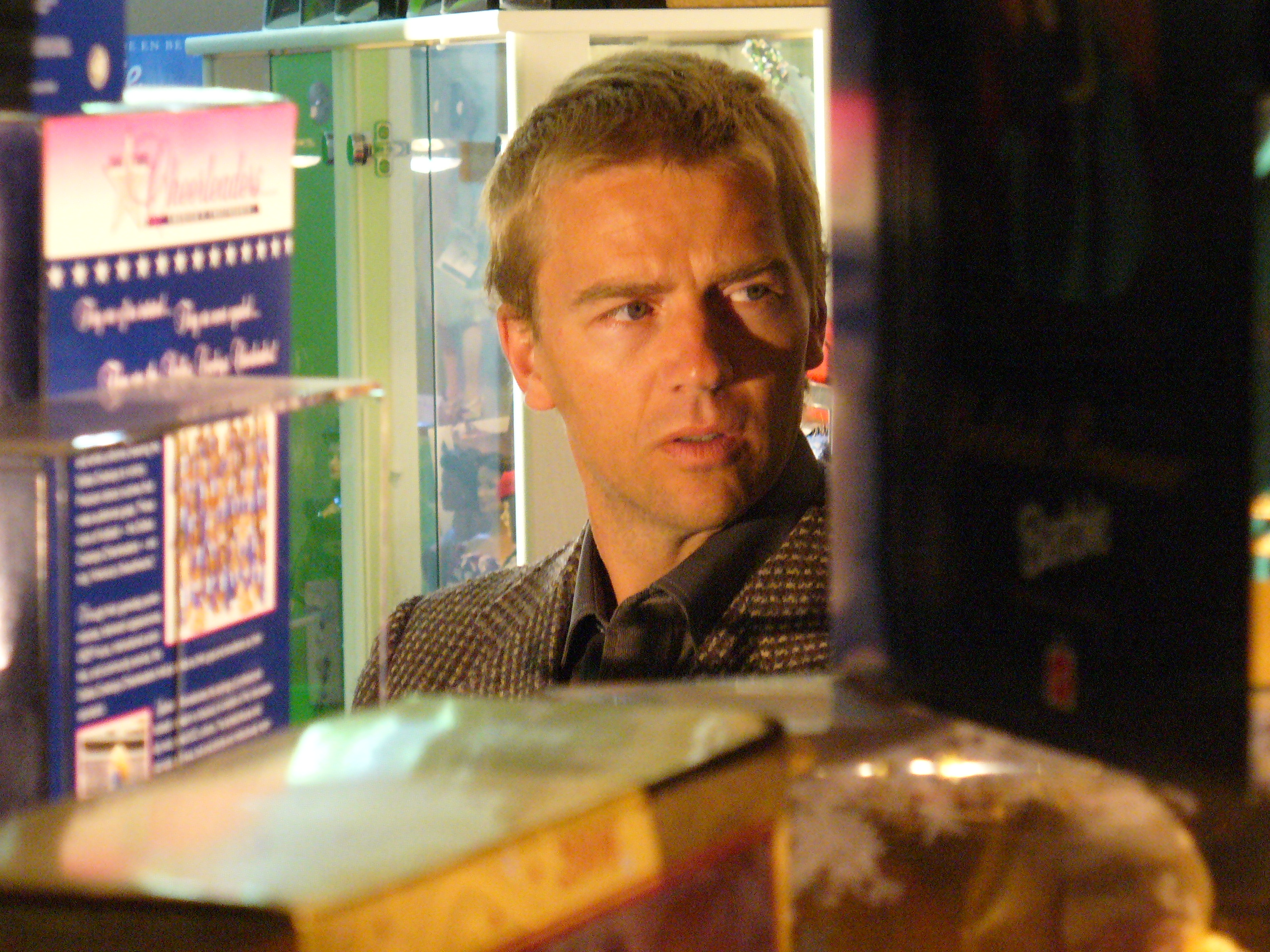
Antonie Kamerling op de set van The Blue Horse

| Film      | Film                              | Film                                                   | Film                    |
| Jaar      | Productie                         | Rol                                                    | Opmerkingen             |
| --------- | --------------------------------- | ------------------------------------------------------ | ----------------------- |
| 1993      | De kleine blonde dood             | Valentijn Boecke                                       |                         |
| 1994      | Respect                           | Kristoff                                               | Tv-film                 |
| 1994      | En Route                          | Hans Kelderman                                         | Tv-film                 |
| 1994      | Suite 16                          | Chris                                                  | Europese productie      |
| 1995      | Koekoek                           | Dirk                                                   | Korte film              |
| 1995      | Darkling                          | Paul                                                   | Korte film              |
| 1996      | De orde der dingen                | Broer van Henry                                        | Korte film              |
| 1996      | Lisa                              | Sam                                                    | Vlaamse productie       |
| 1997      | All Stars                         | Hero                                                   |                         |
| 1997      | Hot Dogs                          | Marc                                                   | Korte film              |
| 1998      | Sentimental Education             | "Onbekend"                                             |                         |
| 1998      | Left Luggage                      | Peter                                                  | Europese productie      |
| 1998      | Het 14e kippetje                  | Daniel Ackerman                                        |                         |
| 2000      | The Runner                        | The Runner                                             |                         |
| 2001      | Ik ook van jou                    | Erik                                                   |                         |
| 2001      | Saint Amour                       | Louis                                                  | Telefilm                |
| 2001      | Soul Assassin                     | Junior                                                 | Amerikaanse productie   |
| 2002      | Spirit: Stallion of the Cimarron  | Spirit, voice-over                                     | Nederlandse dub         |
| 2004      | Mindhunters                       | Man aan bar                                            | Amerikaanse productie   |
| 2004      | Feestje!                          | Thijs                                                  |                         |
| 2005      | Exorcist: The Beginning           | Commandant Kessler                                     | Amerikaanse productie   |
| 2005      | Dominion: Prequel to the Exorcist | Commandant Kessler                                     | Amerikaanse productie   |
| 2005      | Wicked                            | Eric                                                   | Britse productie        |
| 2006      | Five Fingers                      | Politieagent                                           |                         |
| 2006      | Horizonica                        | Sam Russo                                              |                         |
| 2007      | HannaHannah                       | Victor                                                 | Telefilm                |
| 2007      | Vlucht                            | Vader                                                  | Studentenfilm           |
| 2008      | Nefarious                         | Eric                                                   |                         |
| 2009      | Prima Primavera                   | Nederlandse man                                        | Hongaarse productie     |
| 2009      | Budapest                          | Kaspar                                                 |                         |
| 2009      | The Blue Horse                    | Trevor                                                 |                         |
| 2010      | Spaanse draf                      | Peter de Waard                                         | Korte film              |
| 2010      | Held                              | Tobias                                                 | postuum                 |
| 2010      | New Kids Turbo                    | Zichzelf / Peter Kelder                                | Cameo (postuum)         |
| Televisie |                                   |                                                        |                         |
| Jaar      | Productie                         | Rol                                                    | Opmerkingen             |
| 1990–1993 | Goede tijden, slechte tijden      | Peter Kelder                                           |                         |
| 1994      | Help                              |                                                        |                         |
| 1995      | Goede tijden, slechte tijden      | Peter Kelder                                           | Gastrol                 |
| 1996-1997 | Windkracht 10                     | Mike                                                   |                         |
| 1997      | Pittige tijden                    | Peter Kelder                                           | Gastrol                 |
| 1997      | Baantjer                          | Sander de Geer Aflevering: De Cock en de bittere moord | Gastrol                 |
| 1999-2001 | All Stars                         | Hero                                                   | 13 afleveringen         |
| 2002      | Bon bini beach                    | Maarten                                                | 5 afleveringen          |
| 2005      | Onderweg naar Morgen              | Ron Raven                                              |                         |
| 2008      | Voetbalvrouwen                    | Oberon van Ravenzwaai                                  | Gastrol; 5 afleveringen |
| 2011      | Levenslied                        | Nicolai Houtsma                                        | Postuum                 |
| Theater   |                                   |                                                        |                         |
| Jaar      | Productie                         | Rol                                                    | Opmerkingen             |
| 1989      | Anyone Can Whistle                |                                                        |                         |
| 1993      | Hamlet                            | Fortinbras                                             | Toneel                  |
| 1994      | Mijn bloed in jouw aderen         | Jimmy                                                  | Toneel                  |
| 1996      | Torch Song Trilogy                | Alan                                                   | Toneel                  |
| 1997      | De wonderbaarlijke nacht          |                                                        | Toneel                  |
| 2000      | Elisabeth                         | Alternate Luigi Lucheni                                | Musical                 |
| 2005      | Turks Fruit                       | Rick                                                   | Musical                 |
| 2008-2009 | Sunset Boulevard                  | Joe Gillis                                             | Musical                 |

## Radio
In 2010 speelde Anthonie Kamerling in het hoorspel Max Havelaar van de AVRO. Het hoorspel werd gemaakt naar het beroemde boek van Multatuli uit 1860. Kamerling vertolkte de rol van Max Havelaar en zijn vrouw Isa Hoes speelde in het stuk zijn echtgenote Tine Havelaar. Andere acteurs in het hoorspel waren o.a. Jaap Spijkers in de rol van Batavus Droogstoppel en Peter Faber als Multatuli. Het hoorspel stond onder regie van Marlies Cordia en werd uitgezonden op 15 mei 2010 op Radio 1.

## Muziek
De singles die hij na Toen Ik Je Zag als Hero uitbracht, haalden een lagere notering in de Mega Top 100. Het album Jam, dat erop volgde, haalde de toplijsten niet.
In 2004 probeerde Antonie het opnieuw, ditmaal onder zijn eigen naam. Hij nam een Engelstalige plaat op, getiteld Feel. Noch de cd, noch de gelijknamige single, haalden de hitlijsten. In 2005 was hij een van de Artiesten voor Azië.

## Discografie

### Albums
| Album met eventuele hitnotering(en) in de Nederlandse Album Top 100 | Datum van verschijnen | Datum van binnenkomst | Hoogste positie | Aantal weken | Opmerkingen           |
| ------------------------------------------------------------------- | --------------------- | --------------------- | --------------- | ------------ | --------------------- |
| Jam                                                                 | 1998                  | -                     |                 |              | als Hero en de Hero's |
| Feel                                                                | 2004                  | -                     |                 |              |                       |

### Singles
| Single met eventuele hitnotering(en) in de Nederlandse Top 40 | Datum van verschijnen | Datum van binnenkomst | Hoogste positie | Aantal weken | Opmerkingen |
| ------------------------------------------------------------- | --------------------- | --------------------- | --------------- | ------------ | --- |
| Toen ik je zag                                                | 1997                  | 03-05-1997            | 1(5wk)          | 17           | als Hero / nr. 1 in de Single Top 100                                                                             |
| Altijd durven denken                                          | 1997                  | 29-11-1997            | tip3            | -            | als Hero en de Hero's / nr. 56 in de Single Top 100                                                               |
| Feel                                                          | 2004                  | -                     |                 |              | Nr. 44 in de Single Top 100                                                                                       |
| Als je iets kan doen                                          | 2005                  | 15-01-2005            | 1(4wk)          | 9            | Als onderdeel van Artiesten voor Azië / nr. 1 in de Single Top 100 / Best verkochte single van 2005 / Alarmschijf |
| Hey hey                                                       | 2005                  | -                     |                 |              | Nr. 53 in de Single Top 100                                                                                       |
| Toen ik je zag                                                | 1997                  | 16-10-2010            | 16              | 3            | als Hero / Re-entry / Postuum / nr. 1 in de Single Top 100                                                        |

### NPO Radio 2 Top 2000
| Nummer met noteringen in de NPO Radio 2 Top 2000 | '13  | '14 | '15 | '16 | '17 | '18 | '19 | '20 | '21 | '22 | '23 | '24 |
| ------------------------------------------------ | ---- | --- | --- | --- | --- | --- | --- | --- | --- | --- | --- | --- |
| Toen ik je zag                                   | 1091 | 752 | 653 | 735 | 707 | 562 | 576 | 425 | 471 | 515 | 534 | 470 |

1. ↑  Een vetgedrukt getal geeft de hoogste notering aan.
2. ↑  2013 was het eerste jaar met een notering voor dit nummer.